# Plementería

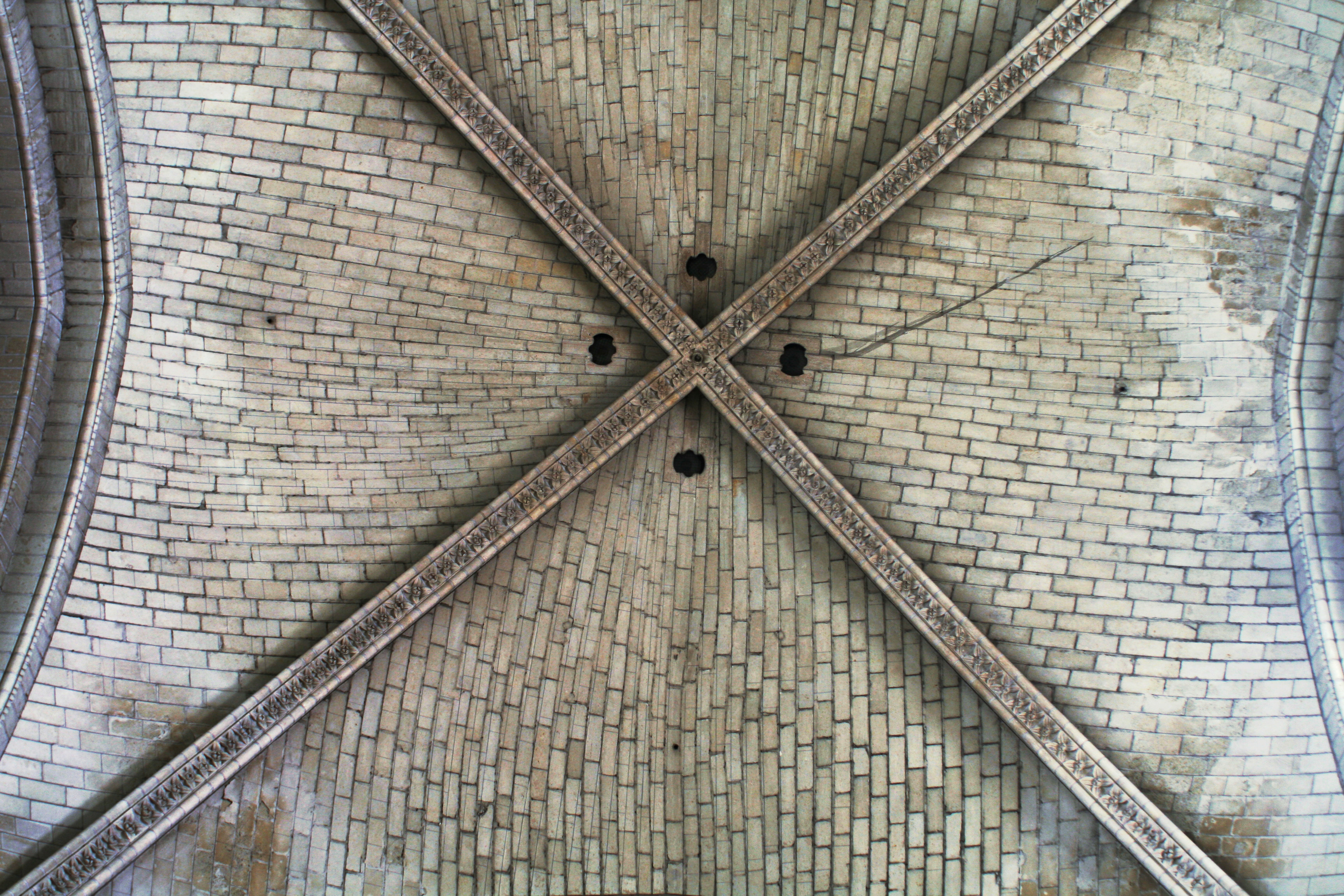
Bóveda de la Catedral de Angers, en la que se observa la plementería de ladrillo, que rellena el espacio entre los arcos.

Una plementería es el conjunto de paños de piedras o dovelas que, a modo de cerramiento, cubren el espacio entre los nervios de una bóveda nervada, como una bóveda de crucería. Cada uno de los paños se denomina plemento. Son elementos pasivos que no tienen función estructural y se apoyan sobre los arcos de la bóveda, que son los elementos activos.

## Usos
En la arquitectura gótica, el relleno de la plementería solía ser de ladrillo o mampostería complementada con mortero en las juntas, y con una distribución relativamente irregular, especialmente en las fases más antiguas, pero a medida que se avanza en el tiempo se va perfeccionando la talla y el tamaño de las piezas de relleno y aunque continúa cumpliendo una función de relleno, adquiere la apariencia de cantería y parece que la bóveda al completo está completemante fabricada de sillería. El espesor de la plementería solía ser pequeño de 10 o 15 centímetros,  en España se cubrían con una capa de mortero en su parte superior.
Habitualmente los plementos tienen superficies cilíndricas; pero pueden disponerse de otras formas, por ejemplo los plementos en las cúpulas gallonadas tienen doble concavidad, según los radios de la cúpula y normales a los radios

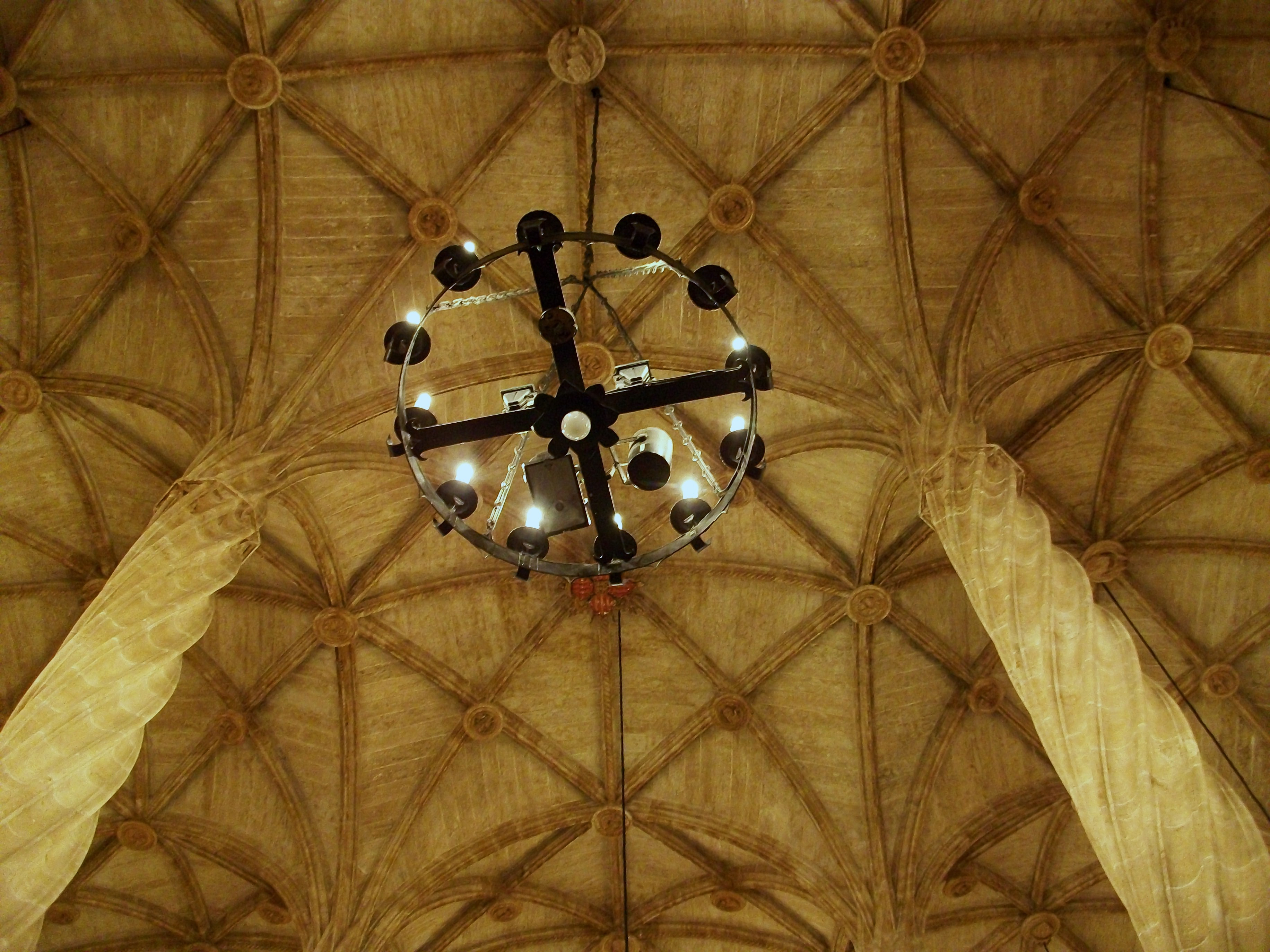
La plementería de la Lonja de la Seda, en Valencia es de gran tamaño, resultando la sensación de una bóveda completamente rellena de piedra.